# Serie D 2014/2015
Soutěžní ročník Serie D 2014/15 byl 1. ročník (celkově 67. ročník) nově vytvořené čtvrté nejvyšší italské fotbalové ligy. Po sloučení Lega Pro Prima Divisione a Lega Pro Seconda Divisione se Serie D posunula o jednu úroveň víš něž byl doposud (z 5. ligy na 4. ligu). Soutěž začala 7. září 2014 a skončila 14. června 2015. Účastnilo se jí celkem 167 týmů rozdělené do devíti skupin. Z každé skupiny vítěz postoupil do třetí ligy a do play off o vítězství v Serii D. Poslední čtyři kluby v každé skupině sestoupili o úroveň níž (Eccellenza).